# Blair Bush
Blair Walter Bush (Fort Hood, 25 novembre 1956) è un ex giocatore di football americano statunitense che ha militato nel ruolo di centro nella National Football League (NFL).

## Carriera
Bush al college giocò a football a Washington, venendo premiato come All-American. Fu scelto dai Cincinnati Bengals come sedicesimo assoluto nel Draft NFL 1978. Nella sua prima stagione fu inserito nella formazione ideale dei rookie dalla Pro Football Writers of America. Nella stagione 1981 raggiunse Super Bowl XVI, perso contro i San Francisco 49ers. Nel resto della carriera giocò con i Seattle Seahawks (1983-1988), nei Green Bay Packers (1988-1991) e nei Los Angeles Rams (1992-1994).

## Palmarès

### Franchigia
- American Football Conference Championship: 1

Cincinnati Bengals: 1981

### Individuale
- PFWA All-Rookie Team - 1978